# Museo Peabody de Historia Natural
El Museo Peabody de Historia Natural de la Universidad Yale, en New Haven, Connecticut, (del inglés: Peabody Museum of Natural History) es uno de los más grandes, antiguos y prolíficos museos universitarios de historia natural en el mundo. Fue fundado por el filántropo George Peabody en 1866 a instancias de su sobrino, el paleontólogo Othniel Charles Marsh. Es conocido por su Gran Salón de los Dinosaurios, que incluye una muestra montada de un Apatosaurus joven, y por su enorme mural de más de 33,5 m de largo, The Age of Reptiles; también cuenta con exhibiciones permanentes dedicadas a la evolución humana y de los mamíferos; dioramas de vida silvestre, artefactos del Antiguo Egipto; y las aves, minerales y pueblos nativos de Connecticut.
El Museo Peabody está ubicado en 170 Whitney Avenue en New Haven, Estados Unidos, y cuenta con un personal de cerca de cien funcionarios. El edificio original donde fue asentado fue demolido en 1917, por lo que se mudó a su actual ubicación en 1925, y desde entonces se ha expandido para ocupar el Museo Peabody, los anexos de los laboratorios Bingham y Kline, parte de tres edificios adicionales, y una estación de campo en Long Island Sound. El museo también es propietario de la isla Horse de las islas Thimble, la cual no está abierta para el público, pero es utilizada para experimentos ecológicos. Las instalaciones del museo son utilizadas para almacenamiento, trabajo y clases de estudio. El Centro de Ciencias Ambientales, completado en 2001 y conectado al museo y al adyacente Laboratorio Kline de Geología, alberga aproximadamente la mitad de los 12 millones de especímenes del museo. 
El Peabody posee varias colecciones de importancia mundial, entre las que se destacan las colecciones de paleontología de vertebrados, siendo la colección de fósiles más extensa y de mayor importancia histórica en los Estados Unidos (aportadas por paleontólogos como Othniel Charles Marsh, R.S. Lull, George Gaylord Simpson, John Ostrom, Elisabeth Vrba, y Jacques Gauthier), y la colección de artefactos incas Hiram Bingham, recolectada en Machu Picchu. También destacan la colección ornitológica, una de las mayores y taxonómicamente más completas del mundo, y la Biblioteca Ornitológica William Robertson Coe; y la colección de invertebrados marinos, nutrida del trabajo de prolíficos zoólogos como Addison Emery Verrill. Los profesores curadores de las colecciones del museo provienen de los departamentos de Ecología y Biología de la Evolución, Geología y Geofísica, y Antropología de la Universidad de Yale. Debido a que estos departamentos cuentan con una fuerte tradición de contratar a profesores que realizan investigación basada en colecciones, casi todas ellas tienen un activo uso interno y disfrutan de un continuo y considerable crecimiento.

## Historia

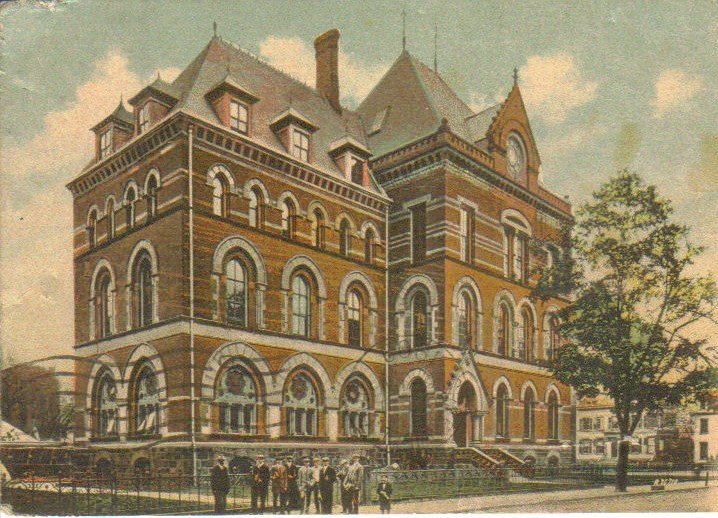
Imagen del museo en una postal de 1909

Othniel Charles Marsh fue alumno de pregrado y luego profesor de paleontología de la Universidad Yale. Sus estudios fueron pagados por su millonario tío George Peabody, quien comenzó a hacer donaciones importantes a varias instituciones educacionales en sus últimos años de vida. 
Por petición de su sobrino, financió el Museo de Historia Natural de Yale en 1866 con un monto inicial de 150 mil dólares de la época.
La colección de Yale en sus primeros años era básicamente mineralógica, recolectada por el geólogo y mineralogista Benjamin Silliman. Marsh fue uno de los tres primeros curadores del museo, y cuando Peabody murió en 1869 utilizó su herencia para financiar expediciones que incrementaron considerablemente las colecciones del museo. Su primer interés fue el estudio de los dinosaurios, y durante el infame periodo de la historia de la paleontología conocido como Guerra de los Huesos, descubrió 56 nuevas especies de dinosaurios, embarcando literalmente toneladas de fósiles al suroeste de Estados Unidos. Sus hallazgos también incluyeron fósiles de vertebrados e invertebrados, pistas fósiles de animales prehistóricos y artefactos arqueológicos y etnológicos.
El museo abrió oficialmente al público en 1876. En 1917, fue demolido y reemplazado por el Harkness Quadrangle Dormitory. 
Debido a la Primera Guerra Mundial, la mayoría de las colecciones fueron almacenadas en bodegas hasta diciembre de 1925, cuando se levantó el actual edificio, que incluía un enorme salón de dos pisos concebido específicamente para albergar los dinosaurios de Marsh.
Otros hitos significativos en la historia del museo incluyen los siguientes:
- En 1931 finalizó el montaje del Apatosaurus de Marsh, tras seis años de trabajo e instalación.
- En 1947, Rudolph F. Zallinger completó la pintura de dinosaurios en sus hábitats naturales en su enorme mural The Age of Reptiles ("La Época de los Reptiles"), tras más de tres años de trabajo.
- En 1959 se completó el Laboratorio Bingham.
- En 1963 se completó el Laboratorio Kline.
- En 1972 se abrió el Salón de las Aves de Connecticut.
- En 2001 se construyó el Recinto Interdisciplinario de Ciencias Ambientales.